# روهان ميرفي
روهان ميرفي (بالإنجليزية: Rohan Murphy)‏ هو رافع أثقال ‏ أمريكي، ولد في 22 ديسمبر 1983 في جامايكا ‏ في الولايات المتحدة.